# 카스트로프레토리오

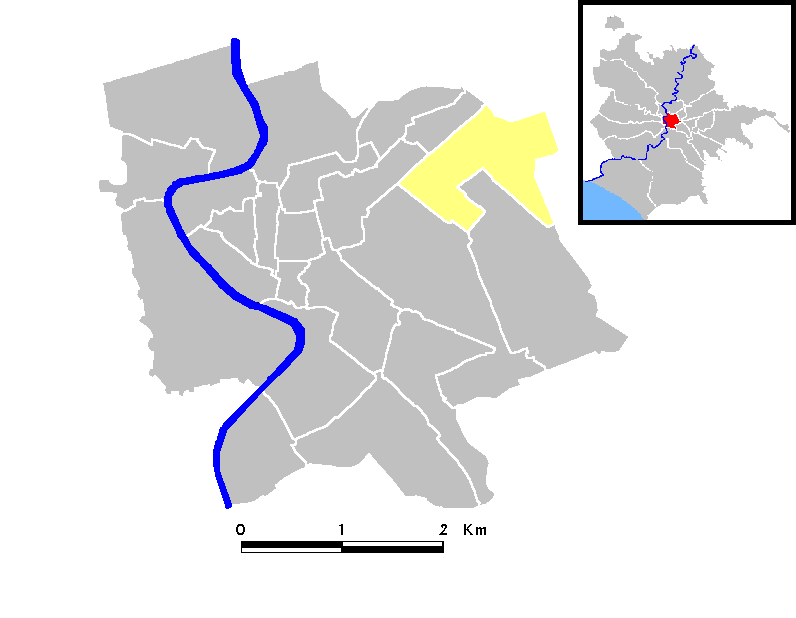
카스트로프레토리오의 위치

카스트로프레토리오(이탈리아어: Castro Pretorio)는 이탈리아 로마의 리오네다. R. XVIII라고 표기되며, 로마 1구에 속한다.